# Samuel Ipoua
Samuel Ipoua (Douala, 1º marzo 1973) è un ex calciatore camerunese, di ruolo attaccante.

## Statistiche

### Cronologia presenze e reti in nazionale
| Cronologia completa delle presenze e delle reti in nazionale ― Camerun | Cronologia completa delle presenze e delle reti in nazionale ― Camerun | Cronologia completa delle presenze e delle reti in nazionale ― Camerun | Cronologia completa delle presenze e delle reti in nazionale ― Camerun | Cronologia completa delle presenze e delle reti in nazionale ― Camerun | Cronologia completa delle presenze e delle reti in nazionale ― Camerun | Cronologia completa delle presenze e delle reti in nazionale ― Camerun | Cronologia completa delle presenze e delle reti in nazionale ― Camerun |
| Data                                                                   | Città                                                                  | In casa                                                                | Risultato                                                              | Ospiti                                                                 | Competizione                                                           | Reti                                                                   | Note                                                                   |
| ---------------------------------------------------------------------- | ---------------------------------------------------------------------- | ---------------------------------------------------------------------- | ---------------------------------------------------------------------- | ---------------------------------------------------------------------- | ---------------------------------------------------------------------- | ---------------------------------------------------------------------- | ---------------------------------------------------------------------- |
| 15-11-1997                                                             | Londra                                                                 | Inghilterra                                                            | 2 – 0                                                                  | Camerun                                                                | Amichevole                                                             | -                                                                      | 46’                                                                    |
| 22-12-1997                                                             | Il Cairo                                                               | Egitto                                                                 | 2 – 0                                                                  | Camerun                                                                | Amichevole                                                             | -                                                                      |                                                                        |
| 11-2-1998                                                              | Ouagadougou                                                            | Camerun                                                                | 2 – 2                                                                  | Guinea                                                                 | Coppa d'Africa 1998 - 1º turno                                         | -                                                                      | 71’                                                                    |
| 20-2-1998                                                              | Bobo-Dioulasso                                                         | Camerun                                                                | 0 – 1                                                                  | RD del Congo                                                           | Coppa d'Africa 1998 - Quarti di finale                                 | -                                                                      | 84’                                                                    |
| 27-5-1998                                                              | Arnhem                                                                 | Paesi Bassi                                                            | 0 – 0                                                                  | Camerun                                                                | Amichevole                                                             | -                                                                      | 46’                                                                    |
| 31-5-1998                                                              | Lussemburgo                                                            | Lussemburgo                                                            | 0 – 2                                                                  | Camerun                                                                | Amichevole                                                             | -                                                                      | 46’                                                                    |
| 5-6-1998                                                               | Copenaghen                                                             | Danimarca                                                              | 1 – 2                                                                  | Camerun                                                                | Amichevole                                                             | -                                                                      | 74’                                                                    |
| 11-6-1998                                                              | Tolosa                                                                 | Camerun                                                                | 1 – 1                                                                  | Austria                                                                | Mondiali 1998 - 1º turno                                               | -                                                                      | 30’ 65’                                                                |
| 17-6-1998                                                              | Montpellier                                                            | Italia                                                                 | 3 – 0                                                                  | Camerun                                                                | Mondiali 1998 - 1º turno                                               | -                                                                      | 46’                                                                    |
| Totale                                                                 |                                                                        | Presenze                                                               | 9                                                                      |                                                                        | Reti                                                                   | 0                                                                      |                                                                        |